# ROCK-ON MUSIC
ROCK-ON MUSIC（ロックオン・ミュージック）は、神奈川県を拠点とした音楽レーベル。

## 概要
ROCK-ON MUSICプロのクリエイター集団により立ち上げられた。　主な代表アーティストにBlack × berryが所属し、さまざまなジャンルのアーティストを抱えている。
一見、ROCK色の強いレーベルのイメージではあるが、miyaやSaraといったJ-POP女性シンガーも所属している事から、特にロックに限定したレーベルではないと思われる。

## 代表的な所属アーティスト
- Black × berry
- miya
- REALARTS
- Sara